# 创业史
《创业史》，柳青的长篇小说，代表其文学最高成就。

## 内容
1929年（民国十八年），陕西省饥荒，渭北高原的饥民拖儿带女离家寻找出路，到了“下堡村”，光棍“梁三”领走了寡妇“王氏”和其4岁的儿子。
梁三的命运不好，父亲死后，牛死了，妻子死了，屋子被拆了，住在草棚里，现在有了新妻子和养子，为了兴家立业，他拼命干活，一晃就是10年，他累垮了，得了咳嗽气喘病，但是家业仍然没有兴旺。
王氏的儿子“宝娃”14岁就在“吕二财东家”做长工，18岁时庄稼活儿样样精通，他牵回来一头牛，打算创业。
宝娃名叫“梁生宝”，起早摸黑的成果被“保丁”拉走，他也被当了壮丁。梁三卖了牛犊，和儿子躲进终南山，当了“地下农民”。
解放之后，梁生宝回到家乡，当了民兵队长，梁三从中国共产党手里分了10亩地，他又打算创业，但是儿子梁生宝却打算帮助互助组。
下堡村主任、中国共产党党员“郭振山”准备召开“活跃借贷”会议，富裕地主“郭世富”不肯借出粮食，还和富裕地主“姚士杰”串通，把粮食运到外头去放高利贷，村主任、中国共产党党员郭振山被这2个“反动势力”气倒在床上。
互助组组长梁生宝从县城买来种子，分给农民，地主“郭世富”想要却被梁生宝拒绝，最后，梁生宝自己的种子都很少，父亲梁三对儿子说：“人家当党员有利，你当党员尽吃亏”。
村主任郭振山召开“活跃借贷”会议，2名手中握有粮食的地主没有出席，会议没有开起来，梁生宝为了帮助农民度过饥荒，去山里割竹子。
地主姚士杰为了推翻下堡村的中国共产党统治，他分给地痞二流子“白占魁”粮食，挑动“高增荣”和“高增福”两兄弟闹矛盾。
郭振山从1951年起提出自己的“发家致富5年计划”，他把买地的钱借给商人搞瓦窑投资，遭到中国共产党党组织、以及“卢支书”的批评，他陷入了“发家致富”和“中国共产党党员是无产阶级”的矛盾。
农民“栓栓”跟着梁生宝进山割竹子，地主姚士杰趁机诱骗他妻子“素芳”照顾自己坐月子的地主婆，结果“强奸”了素芳，利用素芳去推翻中国共产党的统治。
地主郭世富也从县城买回来粮食，地主姚士杰支持，他们妄图用“分种子给农民”取得人心，推翻中国共产党的统治。
许多农民得到了地主的种子，纷纷退出互助组。
1953年，全国粮食实行“统购统销”，梁生宝的互助组首先完成了统购任务，郭振山带着运粮队伍给中华人民共和国政府交粮食，轰动了下堡村。
梁生宝从“渭源县互助合作训练班”学习回来之后，在下堡村建立“灯塔农业合作社”，自己担任主任，梁三老爹在街上听群众谈起儿子的“事业”时，激动得流出了眼泪。
地主郭世富、姚士杰后来被中国共产党制裁。

## 主题和风格
《创业史》是描写“中国农业合作化”的史诗。柳青根据自己在“皇甫村”的真实经历，描写了从中华民国到中华人民共和国早期的农村、农民的社会变迁，叙述了中国共产党、地主、农民之间的多重矛盾。